# Nkrumah National Party
Nkrumah National Party (NNP) war eine 1992 in Accra gegründete politische Partei des westafrikanischen Staates Ghana. 

## Mitglieder
Parteivorsitzender war Kwesi Pratt, der zugleich Generalsekretär der Popular Party for Democracy and Development (PPDD) im gleichen Jahr wurde.
Die Partei bestand im Wesentlichen aus Mitgliedern der Kwame Nkrumah Revolutionary Guards (KNRG), United Revolutionary Front (URF) sowie Democratic Alliance of Ghana (DAG).
Die PPDD und die Nkrumah National Party stehen beiden in der politischen Tradition der Nkrumahristen und gelten daher als Parteien des linken Parteienspektrums Ghanas.